# Aílton Brandão Joly
Aílton Brandão Joly (Itatiba, 15 de novembro de 1924 — São Paulo, 29 de agosto de 1975) foi um botânico, pesquisador e professor universitário brasileiro.
Pioneiro no estudo de algas marinhas no Brasil, escreveu vários livros de referência na área. É pai do também cientista Carlos Alfredo Joly.

## Biografia
Aílton nasceu na cidade paulista de Itatiba, em 1924. Era filho de Alfredo Alves Joly e de Maria Carolina Joly. Foi alfabetizado em casa, pela mãe e depois estudou no Ginásio do Estado, em Santos, concluindo os estudos em 1941. Em 1943, ingressou no curso de História Natural da Faculdade de Filosofia, Ciências e Letras da Universidade de São Paulo. Em seu segundo ano de curso, em 1944, a convite do professor Felix Rawitscher, então diretor do Departamento de Botânica, começou sua carreira de pesquisador, como auxiliar técnico da cátedra.
No ano seguinte foi designado monitor do mesmo departamento. Em 1946 foi nomeado 3.° Assistente, cargo que ocupou até 1951. Em 1950, defendeu tese de doutorado com máxima distinção. No ano seguinte passou a 2.° Assistente. Em 1956 tornou-se o 1.° assistente, cargo que manteve até 1962.
Em 1957, prestou concurso para livre docente; em 1962, para professor associado (adjunto); e em 1973, para professor titular, já no Instituto de Biociências da Universidade de São Paulo. Foi autor de vários livros, tendo produzido quase uma centena de trabalhos especializados. Ministrou cursos de sua especialidade na Argentina (1962) e nos Estados Unidos (1971). Fez estágios de pós-doutorado na Universidade de Michigan e no Laboratório de Biologia Marinha em Woods Hole, Massachussets (1951-1952) com bolsa da Fundação Rockefeller.
Também estagiou na Estação de Biologia Marinha de Puerto Deseado (1962) e no Instituto de Biologia Marinha de Mar del Plata (1962), ambos na Argentina. Estagiou na Estação Biológica Marinha de Viña del Mar (1964), no Chile, com auxilio da UNESCO. Finalmente, estagiou no Laboratòrio Marinho de Friday Harbor, da Universidade de Washington (1971) sob o patrocínio da FAPESP.
Orientou o doutoramento e o mestrado de vinte discípulos, tendo formado inúmeros estagiários brasileiros e estrangeiros. Foi pioneiro no estudo de algas marinhas no Brasil, onde agremiou inúmeros discípulos. Fundou o departamento de Botânica da Universidade Estadual de Campinas e foi seu primeiro diretor. Foi chefe do departamento de Botânica e vice-diretor do Instituto de Biociências da Universidade de São Paulo. O acervo do Herbário da Universidade de São Paulo foi iniciado com duplicatas da coleção da flora da Serra do Cipó.

## Morte
Aílton fora diagnosticado com um carcinoma anos antes e faleceu em 29 de agosto de 1975, em São Paulo, aos 50 anos. Ele foi velado no Departamento de Botânica do Instituto de Biociências da Universidade de São Paulo. Seu corpo foi cremado no Crematório da Vila Alpina no dia seguinte e suas cinzas foram sepultadas no jazigo da família no Cemitério do Redentor.
Toda a sua biblioteca ficológica, de cerca de 100 volumes e 4.500 separatas, para o Departamento de Botânica do Instituto de Biociências da USP.

## Prêmios
Recebeu o Prêmio Jabuti, da Câmara Brasileira do Livro, na categoria melhor livro de ciências naturais, em 1967, por Botânica – Introdução e Sistemática.

## Principais publicações
- Botânica: introdução à taxonomia vegetal
- Estudo fitogeográfico dos campos de Butantã
- Contribuição para o conhecimento da flora algológica marinha do estado do Paraná e Gêneros de algas de água doce da cidade de São Paulo e arredores.